# Ralph Fowler
Ralph Fowler (anglès: Sir Ralph Howard Fowler)  (Roydon, 17 de gener de 1889 - Cambridge, 28 de juliol de 1944) va ser un físic i matemàtic britànic.

## Vida i Obra
Fowler, fill d'un empresari educat a la universitat d'Oxford, va sobresortir des de l'escola primària tan en els estudis com com en els esports. El 1902 va entrar al Winchester College. El 1906 va aconseguir una beca pel Trinity College (Cambridge) però va preferir seguir un curs més al Winchester, on va ser un excel·lent jugador de criquet i de golf, a mes de rebre una educació clàssica. A partir de 1908 va estudiar matemàtiques a Cambridge on es va graduar el 1911.
L'esclat de la Primera Guerra Mundial va fer que s'allistés als Marines Reials i va ser greument ferit a la batalla de Gal·lípoli (1915). Durant la convalescència va fer amistat amb A.V. Hill i es va incorporar al grup de treball científic que assessorava al ministeri de guerra. El 1919, acabada la guerra, va recuperar la seva posició de fellow del Trinity College, pel que ja havia estat escollit el 1914, però no va poder ocupar per la guerra. El 1921 es va casar la única filla d'Ernest Rutherford, amb qui va tenir quatre fills, tot i que ella va morir el 1930 sobtadament.
El 1938 va ser nomenat director del Laboratori Nacional de Física però una malaltia va fer que renunciés i l'any següent, en esclatar la Segona Guerra Mundial, va ser tornat a cridar pel ministeri per fer d'enllaç entre els comités científics del Regne Unit, Canadà i els Estats Units.
Tot i que també va fer aportacions notables en matemàtiques pures, les seves recerques principals van ser en física matemàtica, especialment en els camps de la mecànica estadística i de l'astrofísica. A ell se li deu l'explicació del refredament de les estrelles nanes blanques (1926). A més, va ser el creador d'una autèntica escola de matemàtics britànics, dirigint un bon nombre d'estudiants que acabarien sent físics molt famosos (entre ells tres premis Nobel).